# Geometria euclidea

Dodecaedro

La geometria euclidea è un sistema matematico attribuito allo scienziato alessandrino Euclide, che la descrisse nei suoi Elementi. La sua geometria consiste nell'assunzione di cinque semplici e intuitivi concetti, detti assiomi o postulati, di altre proposizioni (teoremi) che non abbiano alcuna contraddizione con essi. Questa organizzazione della geometria permise l'introduzione della retta, del piano, della lunghezza e dell'area. 
Sebbene molte delle conclusioni di Euclide fossero già conosciute dai matematici, egli mostrò come queste potessero essere organizzate in una maniera deduttiva e con un sistema logico. Gli Elementi di Euclide incominciano con un'analisi della geometria piana, attualmente insegnata nelle scuole secondarie e utilizzata come primo approccio alle dimostrazioni matematiche, per poi passare alla geometria solida in tre dimensioni. 
Dopo Euclide sono nati particolari tipi di geometrie che non necessariamente rispettano i cinque postulati; tali geometrie sono definite non euclidee.

## I cinque postulati
I cinque postulati (o assiomi) di Euclide sono:
1. Congiungendo due punti qualsiasi si ottiene un segmento di retta;
2. Si può prolungare un segmento oltre i due punti indefinitamente;
3. Dato un punto e una lunghezza, è possibile descrivere un cerchio;
4. Tutti gli angoli retti sono congruenti tra loro;
5. Se una retta che taglia altre due rette determina dallo stesso lato angoli interni la cui somma è minore di due angoli retti, prolungando le due rette, esse si incontreranno dalla parte dove i due angoli hanno somma minore di due retti.

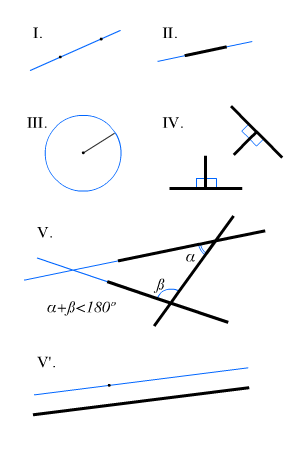
I cinque postulati di Euclide e la formulazione del quinto che oggi si preferisce utilizzare

Si nota subito una differenza tra i primi quattro, immediatamente evidenti e praticamente verificabili col semplice uso di matita, righello e compasso, e il quinto, che non è caratterizzato dall'immediatezza pratica dei primi, mentre presenta una formulazione molto più involuta. Infatti egli dimostra le prime 28 proposizioni del primo libro degli Elementi senza fare uso del quinto postulato.
Il quinto postulato è equivalente all'assioma seguente, oggi più usato:
Per un punto esterno a una retta data passa una e una sola retta parallela a questa.
Sulla violazione di questi postulati, e soprattutto sul quinto, si fondano le geometrie non euclidee, come ad esempio la geometria iperbolica.

### Corollari
Dagli assiomi si possono dedurre delle relazioni di incidenza tra punti, rette e piani. Ad esempio:
- Per un punto passano infinite rette.
- Per due punti distinti passa una e una sola retta.
- Per una retta nello spazio passano infiniti piani.
- Per tre punti non allineati nello spazio passa un solo piano.
- Per tre punti allineati passa una e una sola retta.

Si definiscono quindi altre nozioni, quali ad esempio:
- Due rette nello spazio si dicono complanari quando giacciono sullo stesso piano.
- Se un punto divide una retta, ciascuna delle due parti si dice semiretta: questa sarà dotata di un'origine, ma non di una fine.
- La parte di retta delimitata da due punti è detta segmento.

### Sul V postulato

Il quinto postulato di Euclide

Nel 1899, David Hilbert (nato a Königsberg il 23 gennaio del 1862 e morto a Gottinga il 14 febbraio del 1943) propone un sistema assiomatico corretto per la geometria. Così facendo si cercava di dimostrare per assurdo la correttezza del quinto postulato, e poi perché nella versione originale sono impliciti alcuni altri assunti: ad esempio, nel primo assioma, è implicito che la retta esista e sia una sola, e che esistano due punti distinti; nel secondo, che una retta possegga più di un punto; nel terzo, che nel piano ci siano almeno tre punti non allineati, che si possa riportare un segmento di retta per traslazione senza deformarlo, e via di questo passo.
Venne così pubblicato Grundlagen der Geometrie, in cui veniva fornito un sistema assiomatico completo, fondato su 21 assiomi, per la geometria euclidea. Fatto questo, subito venne dimostrato da Henri Poincaré che la geometria iperbolica, indagata da Giovanni Girolamo Saccheri, fondata correttamente da Nikolaj Ivanovič Lobačevskij e confermata con un modello da Eugenio Beltrami, poteva essere messa in corrispondenza con la geometria euclidea, in modo tale che un'eventuale autocontraddizione dell'una avrebbe causato la rovina anche dell'altra.

## Il piano euclideo
Per una completa comprensione della geometria euclidea è necessario definire le basi su cui si regge, i concetti primitivi:
- Punto (un'unità del piano senza dimensione, intuitivamente immaginabile come un granello di sabbia)
- Retta (immaginabile come una linea nel piano di lunghezza infinita)
- Piano (immaginabile come una superficie piana infinita)[4]

Altri importanti concetti sono: la semiretta (una delle due parti in cui una retta resta divisa da un punto), il segmento (la parte di retta compresa tra due punti, inclusi gli stessi), il semipiano (una delle due parti in cui il piano resta diviso da una retta, definita origine o frontiera) e l'angolo (una delle due parti di piano delimitate da due semirette aventi origine in comune). Si definisca, infine, il poligono come una poligonale chiusa e non intrecciata e la circonferenza come l'insieme dei punti P che hanno distanza r (con r>0) da un determinato punto O (detto centro). 

L'angolo comprende una delle due parti di piano, la semiretta a (passante per B e C), la semiretta b (passante per B e A) e il vertice B. Esistono due modi differenti, ma di uguale significato, per indicare gli angoli: oppure ∠ABC.

Con queste premesse in particolare Euclide comincia le sue proposizioni definendo il primo criterio di congruenza (proposizione 4), il secondo criterio di congruenza (proposizione 6) e il terzo criterio di congruenza (proposizione 8). Ognuno dei criteri rispetta gli assiomi di congruenza:
1. Proprietà riflessiva: Ogni figura del piano è congruente a sé stessa (in simboli: {\displaystyle A\cong A})
2. Proprietà transitiva: Se una certa figura A è congruente a un'altra figura B e la figura B è congruente alla figura C, allora la figura A è congruente alla figura C (in simboli: Se {\displaystyle A\cong B\land B\cong C\Rightarrow A\cong C})
3. Proprietà simmetrica: Se una certa figura A è congruente a B allora B è congruente ad A (in simboli: {\displaystyle A\cong B\Rightarrow B\cong A})[8]

Su queste proprietà Euclide fu in grado di definire la bisettrice di un angolo e la sua costruzione (proposizione 9), e di dimostrare la congruenza di due angoli opposti al vertice, cioè angoli definiti da due rette, che si tagliano reciprocamente, e che sono tra di loro opposti (proposizione 15).

### Definizione di teorema
Una parte molto importante della geometria euclidea è costituita dai teoremi. Ogni teorema è costituito da tre parti principali: le ipotesi (i dati di partenza, che non si possono contraddire), la tesi (ciò che si deve dimostrare) e la dimostrazione (l'insieme di tutti i ragionamenti utilizzati per confermare, o smentire, la tesi).